# Промежуток (посёлок)
Промежуток — упразднённый в декабре 2015 года станционный посёлок в Свердловской области, России, относившийся к городу областного подчинения Красноуральску. Посёлок находится при одноимённом железнодорожном разъезде.

## Описание
Посёлок представляет собой четыре одноэтажных деревянных здания вдоль двупутного железнодорожного разъезда: в западной стороны вдоль железнодорожных путей находятся домик диспетчера и здание для железнодорожников, между зданиями есть самодельная ветхая беседка с лавками, которую облюбовали местные рыбаки, грибники и ягодники и два заброшенных дома с восточной стороны от путей, к которым ведёт просёлочная дорога. Возле первого пути железнодорожного разъезда находится остановочный пункт с единственным посадочным перроном.

## География
Урочище Промежуток расположено в 16 километрах (по автомобильной дороге в 20 километрах) к северу-северо-западу от города Красноуральска, в лесистой местности, неподалёку от правого берега реки Туры, ниже правого притока реки Ледянка. В посёлке имеется разъезд Промежуток Свердловской железной дороги. В окрестностях посёлка проходит Серовский тракт.

## История
Железнодорожный посёлок Промежуток был построен в советские годы при упразднённой в настоящее время железнодорожной станции Богословской железной дороги. В декабре 2015 года областным законом № 144-ОЗ был упразднён.

## Население
| 2002 | 2010 |
| ---- | ---- |
| 0    | →0   |